# 黑月
「黑月」源自於巫術。它在天文學任何學說上沒有明確的意義。但它的解釋是指「黑暗中的明月」，意指「希望」。也有人直接翻譯成「黑色的月亮」，也有一些人用「在給定的任何一個月份中有兩個朔的月相，或是沒有滿月出現的月份」來解釋黑月 。但這與任何一個月份的定義有所矛盾。以前似乎在下列的四種情況下被使用過：
| 定義                                   | 發生(以UTC-為基礎)     | 發生(以UTC-為基礎)     | 註解                                                      |
| 定義                                   | 上一次                 | 下一次                 | 註解                                                      |
| -------------------------------------- | ---------------------- | ---------------------- | --------------------------------------------------------- |
| 1. 在陽曆的一個月內出現的第二次新月 。 | 2008年8月30日19:58 UTC | 2011年7月30日18:40 UTC | 不會發生在2月，類似於通俗的藍月，是一個月中的第二個滿月。 |
| 2. 在一季中有四個新月中的第三個新月。  | 2006年8月23日19:10 UTC | 2012年5月20日23:47 UTC | 類似於老農夫年曆中的藍月。                                |
| 3.沒有滿月的陽曆月。                   | 1999年2月              | 2018年2月              | 只會發生在2月，且一月和三月都會有二次滿月（參見藍月）。   |
| 4.沒有新月的陽曆月。                   | 1995年2月              | 2014年2月              | 只會發生在2月，且一月和三月都會有二次新月 （參見定義1）。 |

## 其他的名稱
在神話和民間傳說中，每個月的滿月都有各自的名稱，各地有各自不同的稱呼，下面列出的是流傳範圍最廣的名稱：
- 一月 － 狼月 （唯一的）
- 二月 － 冰月
- 三月 － 暴風月
- 四月 － 生長月
- 五月 － 野兔月
- 六月 － 蜂蜜月
- 七月 － 飼草月
- 八月 － 玉米月
- 九月 － 收穫月
- 十月 － 狩獵月
- 十一月 － 雪月
- 十二月 － 冬月

美國緬因州的老農夫年曆中，最早將有四個滿月的那一季中的第三個滿月稱為藍月，但流傳至今已經被誤解為在一個月中的第二個滿月是藍月。然而，天空與望遠鏡雜誌重新發現並向NPR報告，將一個月中的第二個滿月稱為藍月是它們在1946年的一期雜誌內的錯誤報導，然後被其他的傳播媒體持續引用所造成的。
在某些文化中，生日在鄰近秋分前後的收穫月的個人，必須為社區內其餘的人提供餐宴。